# Anatol Chiriac
Anatol Chiriac (ruso: Анатолий Герасимович Кирияк, transliteración: Anatoli Guerásimovich Kiriak) (Coșernița, RSS de Moldavia, Unión Soviética, 9 de octubre de 1953) es un compositor moldavo.

## Biografía
Nació el 9 de octubre de 1953 en Coșernița, RSS de Moldavia, Unión Soviética. Sus padres fueron deportados a Siberia, por lo que fue educado en un convento a temprana edad. Tres años después, en 1956, sus padres logran regresar a Moldavia, para aprender su lengua materna, y ese mismo año nacería su hermano menor Teo Chiriac, poeta de profesión.
En 1978 se gradúa de la escuela de música Stefan Neaga, en Chisináu, de la Facultad de Teoría y Composición Musical. Debuta en 1980 con la canción "De-aş avea…", con letra de Mihai Eminescu con interpretación de Ştefan Petrache, canción que fue incluida en un álbum compilatorio de los Juegos Olímpicos de Moscú de 1980.
De 1978 a 1980 dirigió la banda de la cantante ucraniana Sofia Rotaru. En 1983 graba su primer trabajo instrumental, fuertemente inspirado en el compositor alemán James Last. Ha colaborado con poetas como Grigore Vieru, su hermano Teo Chiriac, Anatol Ciocanu, entre otros. Durante el último lustro de 1980, funda una agrupación con su nombre, el Conjunto Chiriac, con quien también hizo giras por Japón y Mozambique.
Algunas de sus obras más importantes son: Romantică, Orele, Tinereţe-floare, Cîntecul Zamfirei, entre otras e interpretadas por varias artistas como Sofia Rotaru, Silvia Chiriac o Anastazia Lazariuc. Su pieza más importante: Mihaela, fue usada durante el pronóstico del tiempo del noticiero soviético (hoy ruso) Vremya, entre 1985 y 1990.
De 1990 a 1994 fue diputado del primer Parlamento Moldavo por parte del partido Frente Popular de Moldavia. En la actualidad es presidente del Consejo de Asociación de Derechos de Autor y Afines de la República de Moldavia, además de seguir componiendo música.

## Miembros del "Grupo Chiriac" (1987 - 1990)
- Anatol Chiriac (dirección, compositor)
- Konstantin Moskovin (teclados)
- Pyotr Malaya (saxofón)
- Mijail Ionis (piano, programación)
- Eduard Shor (bajo, violín)
- Silvia Chiriac (vocales)

## Discografía

### Sencillos
- Микаела/Mihaela (1985)
- Соблазн/Tentaţie (c. 1987)
- Игры/Jocuri (c. 1987)
- Famen (2010)
- Lacrimile Fecioarei (2018)

### Álbumes
- Дискоклуб 11/Discoclub 11 (1983)

Todas las canciones son compuestas por Chiriac, interpretadas por Ансамбль "Мелодия"* (Conjunto Melodiya).
| N.º | Título                                     | Duración |  |
| 1.  | «Настроение (Nastroenie)/Starea de Spirit» | 8:25     |  |
| 2.  | «Сонет (Sonet)»                            | 6:17     |  |
| 3.  | «Путешествие (Puteshestvie)/Călătorie»     | 3:59     |  |
| 4.  | «Феникс (Fenix)»                           | 5:13     |  |
| 5.  | «Край (Cray)/Margine»                      | 3:42     |  |
| 6.  | «Диалог (Dialog)»                          | 3:24     |  |
| 7.  | «Сильвия (Silvia)»                         | 6:08     |  |

- Álbum desconocido (c. 1989)

Todas las canciones son compuestas por Chiriac, interpretadas por el grupo homónimo formado por el compositor.

| N.º | Título                                                 | Duración |  |
| 1.  | «Полёт (Polot)/Zbor»                                   | 3:58     |  |
| 2.  | «Игры (Igry)/Jocuri»                                   | 3:11     |  |
| 3.  | «Соблазн(Soblazn)/Tentaţie»                            | 4:40     |  |
| 4.  | «Вечером (Vecherom)/Seară»                             | 4:32     |  |
| 5.  | «Утро в Деревне (Utro v Derevne)/Dimineata In Sat»     | 3:10     |  |
| 6.  | «Микаела (Mikaela)/Mihaela»                            | 4:18     |  |
| 7.  | «Курьер (Cur'er)/Curier»                               | 2:57     |  |
| 8.  | «Прощальный Полёт (Proshchal'ny Polot)/Adio Zbor»      | 4:53     |  |
| 9.  | «Планета Высоцкий (Planeta Vysotski)/Planetă Vysotski» | 6:03     |  |

### Composiciones para otros artistas
- De-aş avea… (1980) - Ştefan Petrache
- Romantică, Orele, Melancolie (1984), Primăvara va veni (1988) - Sofia Rotaru
- Dragostea va Veni, Unde eşti?, Soarele Iubirii, Floare (1985), Drama (1989) - Silvia Chiriac
- Moře (Stanislav Procháska - 1986)
- Mare (1985), Să Cântăm Iubirea (1987) - Anastasia Lazariuc